# 斯波家長
斯波 家長（しば いえなが）は南北朝時代の武将。斯波高経の長男。父と共に足利尊氏に仕えた。

## 生涯
中先代の乱の後、尊氏が建武の新政に反抗し、争乱が勃発する。奥州に基盤を持つ家長は建武2年（1335年）8月30日に奥州総大将に任じられ、北畠顕家を中心とした陸奥将軍府に対する幕府方の最前線を担った。家長は志和郡に下向し、高水寺城に入った。
建武2年12月、顕家が後醍醐天皇の求めに応じて南下を開始すると、相馬重胤らを率いて後を追ったものの、食い止めることは出来ず鎌倉に入る。家長はここで尊氏が鎌倉に残した嫡男・義詮を補佐する関東執事の地位も務めることになる。
顕家が上洛している数ヶ月の間、家長は軍勢催促や所領安堵などを行ったり、また陸奥には従弟の兼頼を派遣して南朝方に対抗させるなど精力的な活動を展開した。延元元年／建武3年（1336年）から翌年にかけて、その権限を行使した範囲は陸奥から甲斐・駿河に及んでいる。特に陸奥守として奉書を発給した効果は大きかったと推測され、家長は奥州を留守にした顕家に替わって新たな周辺武士の保護者として認識されるようになり、結果として顕家が築き上げた陸奥将軍府の秩序を切り崩すことに成功したと考えられる。
延元元年／建武3年（1336年）3月には蜂起した北条氏残党を討伐している。同年4月、豊島河原合戦で尊氏を破った北畠顕家が奥州へ帰還するため東海道を行軍すると片瀬川で妨害したが、破られた。
延元2年／建武4年（1337年）12月、北朝を立てた尊氏を討伐するため、再び大軍を率いて南下してきた顕家を鎌倉で迎え撃つが敗北し戦死した（杉本城の戦い）。17歳だったが詮経という子がいたとされている。
なお、後任の奥州総大将と関東執事には石塔義房、上杉憲顕が派遣された。奥州総大将と関東執事は後に奥州管領、関東管領にそれぞれ発展する。
高水寺斯波氏は家長の後裔を称した。